# Robert Gordon (sceneggiatore)
Robert Gordon (...) è uno sceneggiatore statunitense.

## Filmografia

### Cinema
- Innamorati cronici (1997)
- Galaxy Quest (1999)
- Men in Black II (2002)
- Lemony Snicket - Una serie di sfortunati eventi (2004)
- Wonder Park (2019)